# Hymir

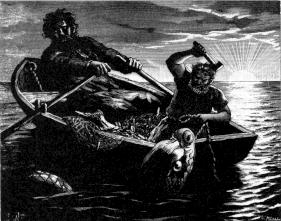
Thor i Hymir polujący na węża Jormunganda

Hymir – w mitologii nordyckiej olbrzym, mąż Hrod, ojciec Tyra.
Hymir posiadał wielki kocioł, zdobyty dla niego przez Thora, w którym Azowie chcieli warzyć piwo.
Jeden z mitów dotyczących Hymira opowiada o tym, jak towarzyszył on Thorowi w czasie połowu. Thor złapał wówczas węża Jormunganda, lecz Hymir przerażony widokiem potwora, odciął linę zanim Thor mógł węża zabić. Rozzłoszczony tym Thor wrzucił Hymira do oceanu. Według innej wersji Thor zabił potwora